# Markéta Mališová
Markéta Mališová (* 8. prosince 1957 Praha) je česká publicistka, nakladatelka, spisovatelka a dokumentaristka.

## Život
Vystudovala Přírodovědeckou fakultu Univerzity Karlovy s doktorátem z geochemie. Krátce pracovala v Ústředním ústavu geologickém.
Od roku 1985 působila deset let v Krátkém filmu Praha. Později jako režisérka natočila dokumenty o česko-německých vztazích (portrét pátera Angela Waldsteina) a výtvarném umění (o Františkovi Kupkovi, cyklus o pražských muzeích a galeriích, o vzniku Musea Kampa a další). Spolupracovala se Zdeňkem Eisem a spolužákem Michalem Hýbkem.
V letech 2002–2018 byla ředitelkou Centra Franze Kafky v pražské Společnosti Franze Kafky. Vybudovala nové sídlo v centru Prahy se stylovým knihkupectvím. Dokončila vydávání spisů Franze Kafky a realizaci Kafkova pomníku od Jaroslava Róny. Autorsky se podílela na řadě textů o Kafkovi. Publikovala knižní rozhovory s Arnoštem Lustigem – čestným prezidentem Společnosti Franze Kafky – a stala se členkou výboru Ceny Arnošta Lustiga. Dva Lustigovy romány vydala v česko-anglicko-hebrejské verzi.
Od roku 2004 je místopředsedkyní Nadačního fondu Pražský literární dům autorů německého jazyka, který zakládala spolu se spisovatelkou Lenkou Reinerovou, Františkem Černým a dalšími. V roce 2009 debutovala povídkou „Obraz“ v souboru českých povídek Tos přehnal, miláčku….
V letech 2022–2023 byla předsedkyní Českého PEN klubu.

## Literární tvorba
- LUSTIG, Arnošt a MALIŠOVÁ, Markéta. O ženách. Praha: Nakladatelství Franze Kafky, 2008. 160 s. ISBN 978-80-86911-17-5.
- MALIŠOVÁ, Markéta. Obraz. In: Tos přehnal, miláčku… Jihlava: Listen, 2009, s. 94–112. Česká povídka. ISBN 978-80-86526-38-6.
- LUSTIG, Arnošt a MALIŠOVÁ, Markéta. O spisovatelích. 1. vyd. Praha: Nakladatelství Franze Kafky, 2010. 195 s. ISBN 978-80-86911-28-1.
- MALIŠOVÁ, Markéta. Nepřestávej, miláčku. 1. vyd. Praha: Eroika, 2012. 158 s. ISBN 978-80-87409-16-9.
- ERBEN, Eva a MALIŠOVÁ, Markéta. Životy Evy L.: příběh dívky, co přežila šoa, a knihy, co nikdy nekončila. 1. vyd. Praha: Nakladatelství Franze Kafky, 2013. 158 s. ISBN 978-80-86911-39-7.
- KAFKA, Franz a MALIŠOVÁ, Markéta, ed. Isabella: povídky a jiné texty. 1. vyd. Přeložili Vladimír Kafka, Marek Nekula, Jiří Stromšík; ilustroval Jiří Slíva. [Praha]: Nakladatelství Franze Kafky, 2014. 164 s. ISBN 978-80-86911-44-1.
- MALIŠOVÁ, Markéta a FIALKOVÁ, Martina. Markéta Mališová – vzpomíná na Arnošta Lustiga. Listy Prahy 1. 2021, č. 2, s. 2. Dostupné také z: https://www.listyprahy1.cz/clanek.php?id=214&cislo=2

## Filmová tvorba
- Režisérka:
  - Pater Angelus Waldstein, 1996
- Herečka:
  - Líbáš jako ďábel, 2012
  - Líbáš jako Bůh, 2009